# Viorel Ștefan
Ne pas confondre avec Stefan Leriov, écrivain et dramaturge français qui écrit aussi sous le nom de plume de Viorel Stefan.
Viorel Ștefan, né le 26 juillet 1954 à Mitoc, est un entrepreneur et homme politique roumain membre du Parti social-démocrate (PSD).

## Biographie
Il est sénateur entre décembre 1996 et décembre 2008, député depuis décembre 2008, ministre des Finances publiques de janvier à juin 2017 et vice-Premier ministre de 29 janvier 2018 à 3 juillet 2019.